# Ясинівська селищна рада
Ясинівська се́лищна ра́да — орган місцевого самоврядування у складі Кіровського району Макіївки Донецької області. Адміністративний центр — селище міського типу Ясинівка.

## Загальні відомості
- Населення ради: 6373 особи (станом на 2001 рік)

## Населені пункти
Селищній раді підпорядковані населені пункти:
- смт Ясинівка
- смт Землянки

## Склад ради
Рада складається з 30 депутатів та голови.
- Голова ради: Свинар Ігор Миколайович

### Депутати
За результатами місцевих виборів 2010 року депутатами ради стали:

#### За суб'єктами висування
| Суб'єкт висування            | Кількість обраних депутатів | %   |
| ---------------------------- | --------------------------- | --- |
| Партія регіонів              | 27                          | 90  |
| Комуністична партія України  | 2                           | 6,7 |
| Соціалістична партія України | 1                           | 3,3 |

#### За округами
| № округу                     | Прізвище, ім'я, по батькові       | Дата визнання обраним | Освіта                    | Партійна приналежність | Відомості про обраного депутата                                     |
| ---------------------------- | --------------------------------- | --------------------- | ------------------------- | ---------------------- | ------------------------------------------------------------------- |
| Комуністична партія України  |                                   |                       |                           |                        |                                                                     |
| 19                           | Король Володимир Григорович       | 04.11.2010            | Освіта вища               | позапартійний          | пенсіонер                                                           |
| 29                           | Коровкіна Тамара Дмитрівна        | 04.11.2010            | Освіта вища               | позапартійна           | КСОН смт Землянки, голова                                           |
| Партія регіонів              |                                   |                       |                           |                        |                                                                     |
| 1                            | Стружко Світлана Дмитрівна        | 04.11.2010            | Освіта вища               | член Партії регіонів   | ВАТ «Ясиновський коксохімічний завод», кабінщик                     |
| 2                            | Рой Ніна Василівна                | 04.11.2010            | Освіта середня спеціальна | член Партії регіонів   | дитячий завод № 132, вихователь                                     |
| 3                            | Чайкін Михайло Гершевич           | 04.11.2010            | Освіта вища               | член Партії регіонів   | Свято-Миколаївський храм, настоятель                                |
| 5                            | Літвінова Ганна Володимирівна     | 04.11.2010            | Освіта вища               | член Партії регіонів   | Макіївська загальноосвітня школа № 15, вчитель                      |
| 6                            | Оксентіюк Лариса Олександрівна    | 04.11.2010            | Освіта вища               | член Партії регіонів   | Макіївська загальноосвітня школа № 46, вчитель                      |
| 7                            | Батура Олена Миколаївна           | 04.11.2010            | Освіта вища               | член Партії регіонів   | Ясинуватьска дистанційна служба, бригадир                           |
| 8                            | Стружко Маргарита Миколаївна      | 04.11.2010            | Освіта вища               | член Партії регіонів   | Фінансово-консультативна компанія «Родинні інвестиції», консультант |
| 9                            | Ревякіна Клара Вікторівна         | 04.11.2010            | Освіта вища               | член Партії регіонів   | СПД Ревякіна К. В., підприємець                                     |
| 10                           | Малий Микола Миколайович          | 04.11.2010            | Освіта середня            | член Партії регіонів   | ВАТ «Ясиновський коксохімічний завод», водій                        |
| 11                           | Собінова Ніна Григорівна          | 04.11.2010            | Освіта середня спеціальна | член Партії регіонів   | пенсіонер                                                           |
| 12                           | Тонконогова Любов Василівна       | 04.11.2010            | Освіта вища               | член Партії регіонів   | Ясинівська селищна рада, інспектор                                  |
| 13                           | Телюпа Алла Віталіївна            | 04.11.2010            | Освіта вища               | член Партії регіонів   | СПД Телюпа Н. А., підприємець                                       |
| 14                           | Ниточка Сергій Васильович         | 04.11.2010            | Освіта вища               | член Партії регіонів   | СТОВ «Ясинівець», директор                                          |
| 15                           | Жмудь Євген Петрович              | 04.11.2010            | Освіта вища               | член Партії регіонів   | Землянківський козачий полк ім. І.Сірка, заступник атамана          |
| 16                           | Вакуліч Наталія Павлівна          | 04.11.2010            | Освіта середня спеціальна | член Партії регіонів   | ДП Укрпошта, начальний поштового відділу                            |
| 17                           | Федченко Сергій Володимирович     | 04.11.2010            | Освіта вища               | член Партії регіонів   | СПД Федченко С. В., підприємець                                     |
| 18                           | Кравченко Валентина Антонівна     | 04.11.2010            | Освіта вища               | член Партії регіонів   | ДП Донецька залізниця, оператор                                     |
| 20                           | Козяр Людмила Григорівна          | 04.11.2010            | Освіта середня            | член Партії регіонів   | Ясинуватський завод залізобетонних виробів, слюсар                  |
| 21                           | Семеняка Анатолій Пилипович       | 04.11.2010            | Освіта вища               | член Партії регіонів   | пенсіонер                                                           |
| 22                           | Пархоменко Світлана Володимирівна | 04.11.2010            | Освіта середня            | член Партії регіонів   | КСОН смт Землянки, секретар                                         |
| 23                           | Шайнюк Марина Михайлівна          | 04.11.2010            | Освіта середня            | член Партії регіонів   | Ясинуватський комбінат хлібопродуктів, аппаратник                   |
| 24                           | Кваша Олександр Іванович          | 04.11.2010            | Освіта середня            | член Партії регіонів   | шахта «Бутівська», прохідник                                        |
| 25                           | Шутько Надія Василівна            | 04.11.2010            | Освіта середня спеціальна | член Партії регіонів   | Ясинівська селищна рада, секретар                                   |
| 26                           | Поклонський Сергій Миколайович    | 04.11.2010            | Освіта середня            | член Партії регіонів   | пенсіонер                                                           |
| 27                           | Поддубний Володимир Якович        | 04.11.2010            | Освіта середня            | позапартійний          | ВЧД м. Донецьк, слюсар                                              |
| 28                           | Євдокимова Олена Олександрівна    | 04.11.2010            | Освіта вища               | член Партії регіонів   | Макіївська загальноосвітня школа № 4, вчитель                       |
| 30                           | Бигу Андрій Володимирович         | 04.11.2010            | Освіта середня            | член Партії регіонів   | ДП Донецька залізниця, машиніст                                     |
| Соціалістична партія України |                                   |                       |                           |                        |                                                                     |
| 4                            | Цибулько Ірина Олександрівна      | 04.11.2010            | Освіта вища               | позапартійна           | КП «Місьводоканал», контролер                                       |